# (337) Devosa
(337) Devosa ist ein Asteroid des inneren Hauptgürtels, der am 22. September 1892 vom französischen Astronomen Auguste Charlois am Observatoire de Nice entdeckt wurde.
Ein Bezug dieses Namens zu einer Person oder einem Ereignis ist nicht bekannt.

## Wissenschaftliche Auswertung
Aus Ergebnissen der IRAS Minor Planet Survey (IMPS) wurden 1992 Angaben zu Durchmesser und Albedo für zahlreiche Asteroiden abgeleitet, darunter auch (337) Devosa, für die damals Werte von 59,1 km bzw. 0,16 erhalten wurden. Eine Auswertung von Beobachtungen durch das Projekt NEOWISE im nahen Infrarot führte 2012 zu vorläufigen Werten für den Durchmesser und die Albedo im sichtbaren Bereich von 64,6 km bzw. 0,14. Nach der Reaktivierung von NEOWISE im Jahr 2013 und Registrierung neuer Daten wurden die Werte 2015 zunächst mit 48,1 km bzw. 0,21 angegeben und dann 2016 korrigiert zu 48,8 km bzw. 0,20, diese Angaben beinhalten aber alle hohe Unsicherheiten.
Nach spektroskopischen Untersuchungen am 12. und 13. August 2005 mit dem New Technology Telescope (NTT) des La-Silla-Observatoriums in Chile im Visuellen wurde eine taxonomische Einstufung als M-Typ vorgeschlagen. Das Spektrum entsprach am besten einer Mischung aus Pallasit mit einem sehr geringen Anteil an Goethit.
Photometrische Messungen des Asteroiden fanden erstmals statt am 16. Dezember 1977 am Observatoire de Haute-Provence in Frankreich. Während eines Zeitraums von neun Stunden konnte eine ungewöhnliche Lichtkurve aufgezeichnet werden, die sich durch drei Maxima und drei Minima während einer Rotationsperiode von 4,61 h auszeichnete. Es wurde daraus auf eine komplizierte Form des Asteroiden geschlossen. Eine am 4. März 1986 am La-Silla-Observatorium während vier Stunden erfasste Lichtkurve passte zu dieser Periode, das war aber bei einer weiteren Beobachtung vom 26. bis 28. Januar 1982 am McDonald-Observatorium in Texas nicht der Fall gewesen, denn hier passte die aufgezeichnete Lichtkurve nicht zu der zuvor abgeleiteten Periode, stattdessen wurde eine von 4,65 h bestimmt.
Eine Forschergruppe an der University of Arizona und am Planetary Science Institute in Tucson führte in den 1980er Jahren ein Programm zur „Photometrischen Geodäsie“ einer Anzahl von schnell rotierenden Asteroiden des Hauptgürtels durch, darunter auch (337) Devosa. Bei Beobachtungen am Kitt-Peak-Nationalobservatorium in Arizona bei mehreren Gelegenheiten zwischen Mai 1983 und April 1986 konnten zahlreiche Lichtkurven erfasst werden. Auch hier konnte die Periode von 4,65 h gefunden werden. Neue Beobachtungen Juni 1987 und Dezember 1988 lieferten zusätzliche Lichtkurven.
Aus den archivierten Daten von 1977 bis 1988 bestimmte eine Untersuchung von 1992 erstmals eine Position der Rotationsachse mit retrograder Rotation und eine Periode von 4,6514 h sowie die Achsenverhältnisse für ein dreiachsig-ellipsoidisches Gestaltmodell des Asteroiden. Im Jahr darauf wurde vom gleichen Forscher zwar eine prograde Rotation mit einer Periode von 4,6347 h sowie geänderte Achsenverhältnisse postuliert, aber eine Untersuchung von 1995 konnte mit den gleichen Ausgangsdaten wieder die retrograde Rotation mit der Periode von 4,6514 h sowie ähnliche Achsenverhältnisse wie 1992 bestätigen.
Neue photometrische Messungen erfolgten am 6. und 7. Dezember 1999 am Highland Road Park Observatory in Louisiana. Die aufgezeichnete Lichtkurve wurde zu einer verbesserten Rotationsperiode von 4,656 h ausgewertet. Mit den von 1977 bis 1993 archivierten Daten aus dem Uppsala Asteroid Photometric Catalogue (UAPC) wurde in einer Untersuchung von 2003 erstmals ein dreidimensionales Gestaltmodell des Asteroiden für eine Position der Rotationsachse mit prograder Rotation und eine Periode von 4,65368 h bestimmt. Neue Beobachtungen vom 29. Januar bis 25. März 2015 während vier Nächten am Burleith Observatory in Washington, D.C. im nahen Infrarot lieferten eine Lichtkurve, aus der eine Rotationsperiode von 4,6528 h abgeleitet wurde.
Aus archivierten Daten des Asteroid Terrestrial-impact Last Alert System (ATLAS) aus dem Zeitraum 2015 bis 2018 wurde in einer Untersuchung von 2020 mit der Methode der konvexen Inversion ein dreidimensionales Gestaltmodell des Asteroiden für zwei alternative Rotationsachsen mit prograder Rotation und einer Periode von 4,65292 h berechnet.
Zwischen 2012 und 2018 wurden mit der All-Sky Automated Survey for Supernovae (ASAS-SN) auch photometrische Daten von 20.000 Asteroiden aufgezeichnet. Auf mehr als 5000 davon konnte erfolgreich die Methode der konvexen Inversion angewendet werden, darunter auch (337) Devosa, für die in einer Untersuchung von 2021 ein verbessertes dreidimensionales Gestaltmodell für zwei alternative Rotationsachsen mit prograder Rotation und einer Periode von 4,65278 h berechnet wurde. Aus den Daten von ATLAS konnte in einer Untersuchung von 2022 mit der Methode der konvexen Inversion noch einmal eine Rotationsperiode von 4,6529 h bestimmt werden.
Abschätzungen von Masse und Dichte für den Asteroiden (337) Devosa aufgrund von gravitativen Beeinflussungen auf Testkörper hatten in einer Untersuchung von 2012 zu als unrealistisch bewerteten Ergebnissen geführt.

## Trivia
Der Name des Asteroiden wurde 1944 verwendet für die Taufe des US-amerikanischen Angriffsfrachtschiffs (Attack Cargo Ship) der Artemis-Klasse USS Devosa (AKA-27).